# Baraïn
Le baraïn est une langue afro-asiatique parlée dans le sud du Tchad.

## Écriture
| a | b | d | e | g | i | j | k | l | m | n | n̰ | ŋ | o | p | r | s | t | u | w | y |